# Southern United

Ehemaliges Logo vom Otago United (bis 2013).

Southern United Football Club Dunedin ist ein neuseeländischer Fußballverein aus Dunedin. Der Klub trägt seine Heimspiele im 30.748 Personen fassenden Forsyth Barr Stadium in Dunedin aus.

## Geschichte
Der 2004 als Otago United gegründete Klub spielt seit der Saison 2004/05 in der höchsten Fußball-Liga Neuseelands, der New Zealand Football Championship. Seine bisher beste Platzierung in der Liga erreichte der Verein in der Saison 2005/06, als er vor Waitakere United den fünften Platz belegte und sich damit zum bisher einzigen Mal für die Meisterschafts-Playoffs qualifizierte. Vier Jahre später wurde er ebenfalls Fünfter, verpasste aber die Playoffs. In der ewigen Tabelle der NZFC belegt Otago United mit 72 Punkten den letzten Platz. Im Sommer 2013 nannte man den Verein von Otago United, in Southern United Football Club Dunedin um.
Für den Start der neuen Championship-Saison Mitte November 2020 schlossen sich Southern United und Tasman United dem Verein Canterbury United an.

## Bekannte Spieler
- Jacob Spoonley (2004–2005)
- Lutz Pfannenstiel (2004–2006)
- Graham Demas (2004–2007)
- Jean Victor Maleb (2004–2007)
- Andrew Boyens (2005–2006)
- Terry Phelan (2005–2009)
- Liam Little (2007–2009)